# 8th Street Nites
8th Street Nites es el segundo álbum de estudio del trío británico Back Door. Fue publicado en noviembre de 1973 a través de Warner Bros. Records. Producido por Felix Pappalardi, 8th Street Nites se grabó en junio de 1973 en los estudios Electric Lady, en la ciudad de Nueva York, por Bob D'Orleans.

## Recepción de la crítica
Un escritor no especificado de la revista Cash Box comentó: “Una sorprendente combinación de funk y jazz resalta el LP debut del trío en Warner, que explota con los ritmos palpitantes y convincentes de las noches de la ciudad de Nueva York. Felix Pappalardi toca el piano eléctrico en «Forget Me Daisy» y la percusión en «Linin' Track», «Walkin' Blues» y «It’s Nice When It's Up». También produjo el álbum que tiene una gran cantidad de poder almacenado en sus doce cortes. «32-20 Blues», «Adolphus Beal» y «His Old Boots» son particularmente buenos, y si bien esta banda explora el blues y las raíces del soul, también hay muchas promesas en su futuro”.

## Lista de canciones
Todas las canciones escritas y compuestas por Ron Aspery y Colin Hodgkinson, excepto donde esta anotado. 
| Lado uno |                                                       |          |  |
| N.º      | Título                                                | Duración |  |
| 1.       | «Linin' Track» (Huddie Ledbetter)                     | 4:01     |  |
| 2.       | «Forget Me Daisy»                                     | 2:14     |  |
| 3.       | «His Old Boots»                                       | 3:21     |  |
| 4.       | «Blue Country Blues»                                  | 2:47     |  |
| 5.       | «Dancin' in the Van» (Aspery, Tony Hicks, Hodgkinson) | 1:52     |  |
| 6.       | «32-20 Blues» (Robert Johnson)                        | 2:25     |  |

| Lado dos |                                               |          |  |
| N.º      | Título                                        | Duración |  |
| 1.       | «Roberta» (Ledbetter)                         | 2:50     |  |
| 2.       | «It's Nice When It's Up»                      | 2:25     |  |
| 3.       | «One Day You're Down, the Next Day Your Down» | 3:33     |  |
| 4.       | «Walkin' Blues» (Son House)                   | 3:15     |  |
| 5.       | «The Bed Creaks Louder»                       | 2:21     |  |
| 6.       | «Adolphus Beal»                               | 3:53     |  |

## Créditos y personal
Créditos adaptados desde las notas de álbum de 8th Street Nites.
Back Door
- Ron Aspery – saxofón alto y soprano, flauta, piano eléctrico
- Colin Hodgkinson – voces, Fender Bass
- Tony Hicks – batería

Músicos adicionales
- Felix Pappalardi – piano eléctrico (2), pandereta (1, 10), percusión (8)

Personal técnico
- Felix Pappalardi – productor
- Bob D'Orleans – ingeniero de audio
- Tom Hummer – ingeniero asistente
- Sheldon Rosen – asistente de estudio
- Robert McFarlane – fotografía
- Seabrook/Graves/Aslett – diseño de portada